# Karen Aardal
Karen I. Aardal (Noruega, 1961)  es una matemática aplicada, científica teórica e investigadora de operaciones noruega y holandesa. Su investigación incluye la optimización combinada, programación de enteros, algoritmos de aproximación, con aplicaciones como posicionar vehículos de emergencia para optimizar su tiempo de respuesta.  Es profesora en el Instituto de Matemáticas Aplicadas de Delft en la Universidad de Tecnología de Delft  y presidenta de la Sociedad de Optimización Matemática para el período 2016-2019. 

## Educación y carrera
Aardal es originaria de Noruega.  Obtuvo su Ph.D. en 1992 en la Universidad Católica de Lovaina en Bélgica. Su tesis, Sobre la solución de uno y dos problemas de ubicación de instalaciones capacitadas de nivel por el enfoque de corte , fue supervisada por Laurence Wolsey .  Su disertación ganó el segundo lugar del Premio a la disertación SOLA del Instituto de Investigación de Operaciones y Ciencias de la Administración en la Sección de Análisis de Ubicación. 
Aardal fue investigadora en el Dutch Centrum Wiskunde & Informatica y además se afilió a la Universidad de Tecnología de Eindhoven desde el 2005. Se mudó a Delft en el 2008. 